# Reda (Polonia)
Reda (ted. Rhede) è una città polacca del distretto di Wejherowo nel voivodato della Pomerania.
Ricopre una superficie di 29,45 km² e nel 2007 contava 19 062 abitanti.